# Péter Kovács (politiker)
Hans Péter Kovács, född 21 december 1965 i Höganäs, är en svensk politiker (moderat) och f.d. kommunalråd  och f.d. kommunstyrelsens ordförande i Höganäs kommun vilket han var mellan 2002 och 2017.
2013 var han en av de politiker vars yrkesliv skildrades i SVT:s dokumentärserie Kommunpampar.
Efter valet 2022 blev han vald till kommunfullmäktiges ordförande i Höganäs kommun.